# Interpretació de llengua de signes

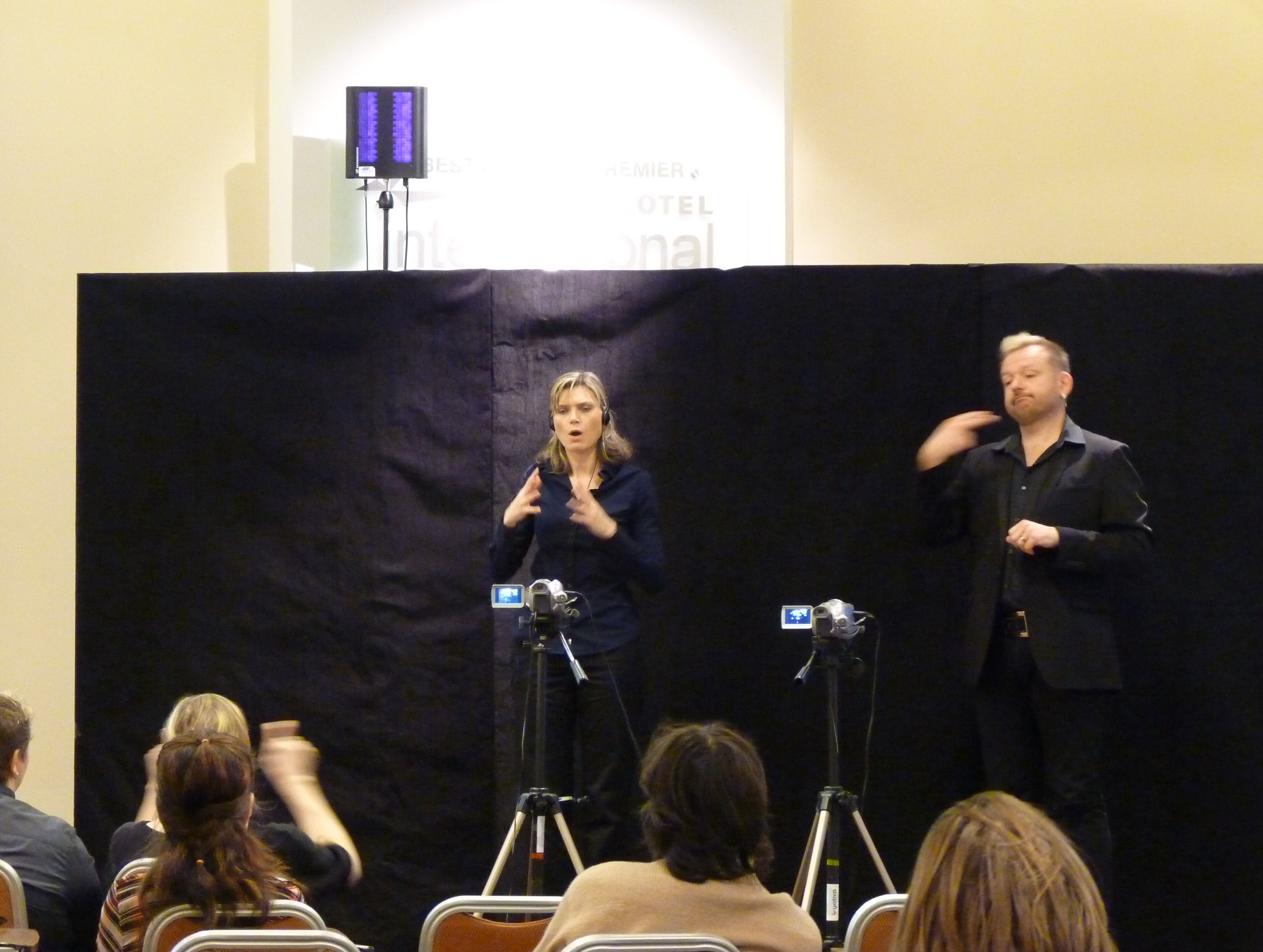
La ponent, a l'esquerra, parla en veu alta i, a la dreta, l'intèrpret de llengua de signes interpreta.

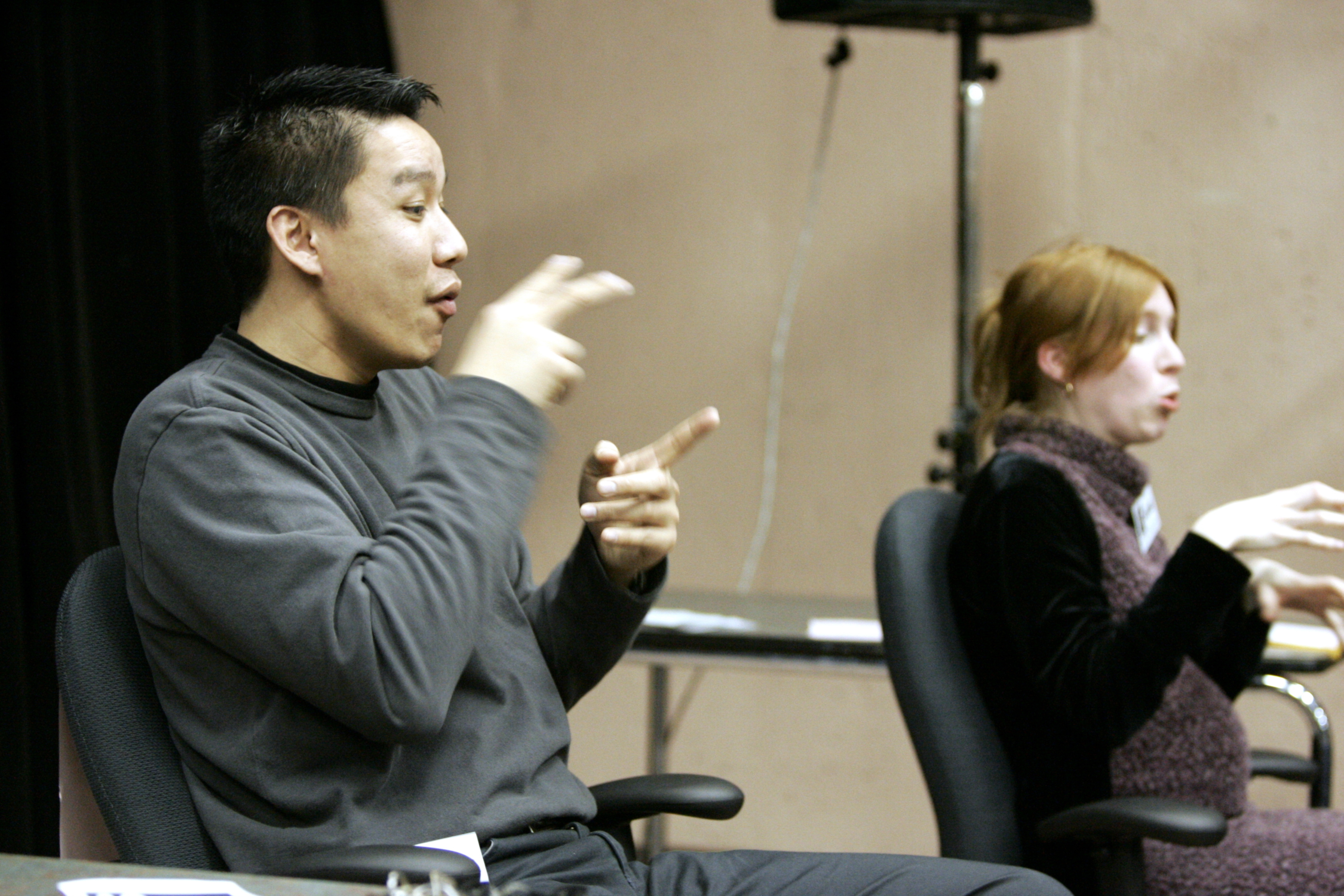
Equip de dos intèrprets en llengua de signes treballant junts

La interpretació de llengua de signes, així com la interpretació entre llengües orals, consisteix a traslladar un missatge entre llengües diferents. Fent referència als termes fixats pel lingüista Roman Jakobson, la interpretació entre llengües orals se situa en el camp de la traducció interlingüística, és a dir, de la traducció o interpretació de signes verbals entre llengües diferents que pertanyen a un mateix codi lingüístic; mentre que la interpretació de llengua de signes respon a una traducció intersemiòtica, ja que es tracta del trasllat d'un missatge d'un codi lingüístic amb signes verbals a un sistema amb signes no verbals. La verbalització en un codi lingüístic d'una obra d'art, per exemple, també encaixaria dins l'àmbit de la traducció intersemiòtica, ja que posa en contacte dues realitats pertanyents a codis diferents.
L'intèrpret de llengua de signes és la persona encarregada de permetre la comunicació entre persones oïdores i persones sordes, que s'expressin en llengua oral i en llengua de signes respectivament. L'intèrpret pot interpretar en ambdues direccions: des de la llengua oral cap a la llengua de signes o des de la llengua de signes cap a la llengua oral. En certes circumstàncies, la interpretació també pot donar-se entre dues llengües de signes diferents com, per exemple, entre la llengua de signes catalana i la llengua de signes francesa. La interpretació de llengua de signes, a més, tant pot ser simultània com consecutiva, encara que generalment es practiqui de manera simultània.
Els intèrprets de llengua de signes qualificats, en una situació d'interpretació, se situen en llocs amb bona visibilitat, des d'on les persones sordes els puguin veure amb facilitat i els usuaris oïdors els puguin sentir correctament. La roba que duen també és un aspecte molt important: es recomana que sigui tota d'un mateix color, llisa, no gaire llampant i agradable a la vista, ja que pot resultar molest per a l'usuari que s'està molta estona mirant fixament l'intèrpret que la seva vestimenta sigui cridanera o que el distregui del discurs, per exemple, amb dibuixos o frases estampades.

## Interpretació de signes entre idiomes diferents
De llengües de signes n'existeixen moltes i, fins i tot, n'hi pot haver més d'una per a cada Estat, de la mateixa manera que ocorre amb les llengües orals com, per exemple, la llengua de signes catalana, la llengua de signes espanyola o la llengua de signes valenciana a l'Estat espanyol. Algunes persones sordes tenen l'oportunitat de treballar conjuntament amb intèrprets oïdors i de formar un equip d'interpretació mixt. Aquesta combinació és útil en situacions en què, per exemple, la persona sorda usuària desconeix la llengua de signes que s'utilitza en aquell país i l'intèrpret sord sí que en té nocions. En aquests casos, l'intèrpret oïdor escolta el ponent i interpreta del discurs oral a la llengua de signes que coneix, per exemple, la llengua de signes anglesa. Aleshores, l'intèrpret sord agafa la interpretació en llengua de signes anglesa i l'interpreta a la seva llengua de signes, en aquest cas, la catalana. D'aquesta manera la persona sorda usuària que només coneix la llengua de signes catalana ha pogut comprendre el discurs gràcies al treball d'un equip d'interpretació mixt.
Tanmateix, el sistema de signes internacional, una barreja artificial de signes de diferents llengües amb l'objectiu de crear un estàndard de referència internacional, facilita molt la comunicació entre persones sordes d'orígens diferents. En aquests casos, si les dues persones sordes dominen el sistema de signes internacional, la presència de l'intèrpret esdevé prescindible.

## Formació
Quant als estudis oficials per obtenir la titulació d'intèrpret de llengua de signes a Catalunya, actualment es disposa de dues opcions: cursar el Grau Superior de Formació Professional de dos anys d'Interpretació de llengua de signes o bé cursar el Grau de Traducció i Interpretació, de quatre anys, amb la llengua de signes com una de les llengües estrangeres vehiculars.